# Faschistoid
Mit faschistoid („dem Faschismus ähnlich“, „faschistische Züge tragend“) werden Eigenschaften oder Haltungen bezeichnet, die dem Faschismus in verschiedener Hinsicht ähnlich, jedoch nicht deckungsgleich mit ihm sind. Auch einzelne Bestandteile einer Ideologie oder eines politischen Systems werden bisweilen als faschistoid bezeichnet. Man spricht dann von faschistoiden Tendenzen des jeweiligen Systems bzw. der betreffenden Ideologie.
Der Begriff wird häufig verwendet, um besonders autoritäres oder autoritätsgläubiges Verhalten zu beschreiben. So konstatieren etwa Teile der 68er-Bewegung den maßgeblichen Vertretern der Bundesrepublik der 1960er und 1970er Jahre faschistoide Züge bzw. eine postfaschistische Haltung. In öffentlichen Auseinandersetzungen wird der Begriff fast ausschließlich in polemischer Absicht verwendet. So hatte beispielsweise der Öffentlichkeitsreferent der Diözese Augsburg, Dirk Hermann Voß, der Vorsitzenden der Partei Die Grünen, Claudia Roth, im Rahmen eines Streits um den Bischof Walter Mixa im Jahr 2007 „beunruhigende faschistoide Züge“ unterstellt.
Im Sport gibt es die Diskussion, ob nicht die Verherrlichung von Sporthelden dazu führt, dass Rangfolgen allein aufgrund körperlicher Attribute aufgestellt werden. Diese Reduktion des Menschen auf seine körperliche Leistungsfähigkeit bei gleichzeitiger Geringschätzung des Gegners wird ebenfalls als faschistoid bezeichnet. Kinder in Leistungs-Kadern hätten es, so Arnd Krüger, in der Regel überaus schwer, da sie, sich in einem totalitären System befindend, nur dann weiterhin den privilegierten Kaderstatus behalten könnten, wenn sie dem Trainer und dem Sportverband folgten. Auch diese absolute Ausrichtung auf körperlichen Gehorsam gilt als faschistoid.